# (15000) CCD
Pour les articles homonymes, voir CCD.
(15000) CCD est un astéroïde de la ceinture principale, découvert le 23 novembre 1997 par Spacewatch. Sa désignation provisoire était 1997 WZ19.

## Orbite
Son aphélie est de 3,05 UA et son périhélie de 2,47 UA. Il met 1681 jours pour faire le tour du Soleil. Son inclinaison est de 8,32°.

## Nom
Il a été baptisé le 11 novembre 2000 en référence au charge-coupled device (« dispositif à transfert de charges »).